# Aeroporto di Molde-Årø
L'aeroporto di Molde-Årø (in norvegese: Molde lufthavn, Årø) (IATA: MOL, ICAO: ENML) è un aeroporto norvegese situato nella città di Molde. Aperto nel 1972 serviva rotte regionali come Oslo, Bergen e Trondheim. Il traffico passeggeri per l'anno 2011 è stato di 436.471 unità. La struttura è posta all'altitudine di 3 m s.l.m. ed è dotata di una pista con superficie in asfalto lunga 2 220 m e larga 45 con orientamento 07/25.

## Storia
Le autorità norvegesi dell'aviazione decisero di costruire due aeroporti nella contea di Møre og Romsdal, uno per servire la città di Ålesund e l'altro per servire la città di Kristiansund. La città di Molde rimase quindi esclusa dai piani aeroportuali delle autorità norvegesi, ma negli anni seguenti la città ritenne fondamentale la costruzione di un aeroporto che la servisse e così nel 1972 si completarono i lavori per l'aeroporto di Molde-Årø. La prima compagnia aerea ad interessarsi allo scalo fu la Braathens per operare con velivoli come Fokker F27, Fokker F28 e Boeing 737. Un nuovo terminal passeggeri venne inaugurato nei primi anni novanta.
Nel 2005 l'aeroporto ricevette lo status di internazionale. Tre anni dopo, nel 2008, la pista venne allungata dai 1 980 m iniziali ai 2 200 m attuali. Nel 2010 c'è stato l'abbandono dello scalo da parte della Scandinavian Airlines per il volo diretto verso l'Aeroporto di Trondheim-Værnes, sostituita dalla Sun Air of Scandinavia, che operava attraverso la Krohn Air, il mese successivo. Nel 2014, dopo quattro anni di attività, la Krohn Air fallì. La Krohn Air era nata per sostituire la Scandinavian Airlines nel volo diretto a Trondheim ed aveva come focus city proprio l'Aeroporto di Molde-Årø.